# Foz-Calanda
Foz-Calanda település Spanyolországban, Teruel tartományban. Foz-Calanda Alcorisa, Calanda és Mas de las Matas községekkel határos. Lakosainak száma 281 fő (2024).

## Népesség
A település népessége az utóbbi években az alábbiak szerint változott:
| Lakosok száma | 246  | 277  | 289  | 319  | 279  | 269  | 260  | 245  | 273  | 281  |
|               | 2001 | 2004 | 2007 | 2009 | 2012 | 2014 | 2017 | 2019 | 2022 | 2024 |